# Mina wz. 1951
Mina wz. 1951 – francuska mina przeciwpancerna.
Mina przeciwpancerna wz. 1951przeznaczona do niszczenia gąsienic czołgów i kół pojazdów mechanicznych. Jest miną bezkadłubową i składa się z materiału wybuchowego, zapalnika i korka.